# BumpTop
BumpTop（バンプトップ）は、コンピュータにおけるグラフィカルユーザインタフェース (GUI) を実現するソフトウェアでありデスクトップ環境の1種。従来の2次元的なデスクトップ環境を3次元的に拡張し、より現実世界に近い形のデスクトップを実現している。

## 概要
BumpTopは、スタイラスをタブレットPCやハンドヘルドコンピュータ上で利用するような、ペン入力によるコンピュータでの利用を目的として開発された。トロント大学におけるアナンド・アガラワラ（Anand Agarawala）氏の修士論文において創造されたもの。2006年、YouTubeにBump Topのデモ動画を投稿して人々の注目を引くと、2007年カリフォルニアにおけるTEDカンファレンスにスピーカーとして招待され、そこでのプレゼンテーションでBumpTopソフトウェアが公開された。
その後開発は続き、バージョン1.0が2009年4月にリリースされた。この際有償のアップグレードバージョンであるPROバージョンも含まれていた。
BumpTopでは、3次元の箱状の仮想デスクトップにファイルやドキュメントを配置し、ユーザはファイルの位置をスタイラスやマウスを使って移動することができる。その動きは、ファイルを放り投げたりぶつけたりなど、実際の空間と同じように再現することが可能。
2010年4月30日、BumpTopのサイトに重要なお知らせとして、Googleにより買収されたことが発表された。
2012年、グーグルはGitHubにソースコードをApache Licenseの下で公開。その後メンテナンスは行われていない。

## 対応OS
Googleによる買収が発表された2010年4月まで、次のOS（オペレーティングシステム）のサポートを公表していた。
Windows XP/Vista/7 32ビット/64ビット版
BumpTop Macで、Mac OSに対応。
Mac OS X 10.5 (Leopard) / Mac OS X 10.6 (Snow Leopard)